# Veverská Bítýška
Veverská Bítýška  (németül Eichhorn Bittischka) város a Cseh Köztársaságban. 15 km-re északnyugatra Brno központjától és Brno-venkov része

## Földrajza
A város a Fehér patak (Bítýška  néven is ismert) és Svratka folyó találkozásánál található. Veverská Bítýška keleti szélén ér véget a Brnói gát viztározója és itt található Veveří vár is. Veverská Bítýškán vezet a 386-os országút a D 1 autópályától Kuřim felé.
A szomszédos városok Heroltice Sentice északon, Chudčice északkeleten Novy Dvur a dél keleten, Hvozdec délen, Holasice és Lažánky nyugaton.

## Történelem
1213 óta létezik a település a Veveri vár mellett és történetük szorosan kapcsolódik. 1376-ból származik az első okirat, ami említi a falut. A huszita háborúk alatt a települést lerombolták, majd később újraépítették. 1475-ben piacnak jelölték ki. A harmincéves háború során a svédek felégették.
A Brnói gát megépülése után a város üdülőhely lett.

## Látnivalók
- Szent Jakab templom, 1771-1782 között épült
- Veveří vár
- A Brnói gát
- Jarošův malom, ma múzeumként működik
- 1837-ben létrehozott kolera-temető

## Híres emberek
- Karel Eichler, zenész és író itt dolgozott 1880-ban
- Jestřábský Bernard Valentin író, itt dolgozott plébánosként
- Itt született František Ehrmann lelkész és író,  1866-ban

## Népesség
A település népessége az elmúlt években az alábbi módon változott:
| Lakosok száma | 1660 | 1477 | 1905 | 2301 | 2755 | 3085 | 3126 | 3270 | 3363 | 3526 |
|               | 1869 | 1900 | 1921 | 1961 | 1980 | 2011 | 2016 | 2019 | 2021 | 2024 |